# Liste der Monuments historiques in Villaines-les-Prévôtes
Die Liste der Monuments historiques in Villaines-les-Prévôtes führt die Monuments historiques in der französischen Gemeinde Villaines-les-Prévôtes auf.

## Liste der Objekte
| Bezeichnung                                     | Beschreibung                               | Standort                                | Kennzeichnung | Schutzstatus | Datum | Bild |
| ----------------------------------------------- | ------------------------------------------ | --------------------------------------- | ------------- | ------------ | ----- | ---- |
| Grabstein und Epitaph für Frédéric de la Forest | Kalkstein, bezeichnet 1752                 | in der Kirche Sts-Pierre-et-Paul (Lage) | PM21002516    | Classé       | 1931  |      |
| Skulptur Madonna mit Kind                       | Kalkstein, farbig gefasst, 14. Jahrhundert | in der Kirche Sts-Pierre-et-Paul (Lage) | PM21002517    | Classé       | 1975  |      |
| Skulptur Schutzmantelmadonna                    | Holz, farbig gefasst, 16. Jahrhundert      | in der Kirche Sts-Pierre-et-Paul (Lage) | PM21002518    | Classé       | 1976  |      |